# R5 (Band)
R5 war eine 2009 gegründete US-amerikanische Rock-/Pop-Band, bestehend aus Rydel Mary Lynch (Keyboard, Gesang), Rocky Mark Lynch (Gitarre, Gesang), Ross Shor Lynch (Gitarre, Gesang), Riker Anthony Lynch (Bass, Gesang) und Ellington Lee Ratliff (Schlagzeug).

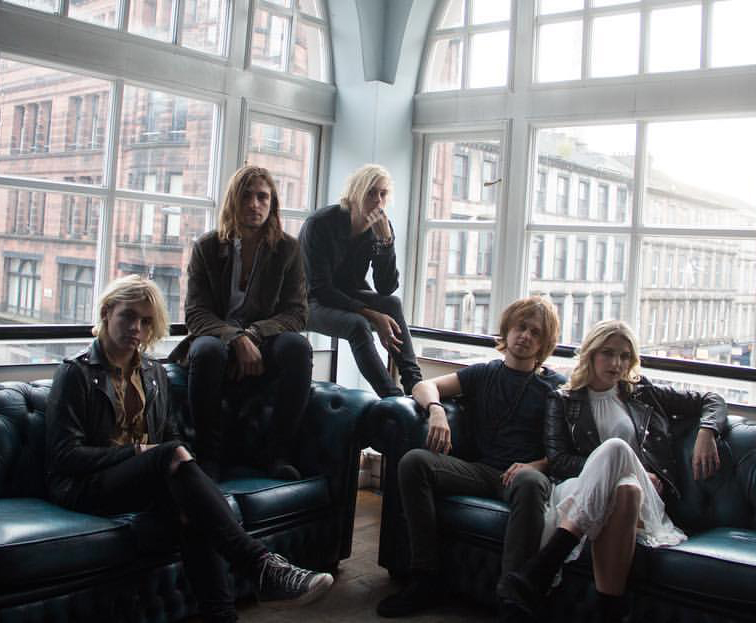
R5 in Glasgow 2015

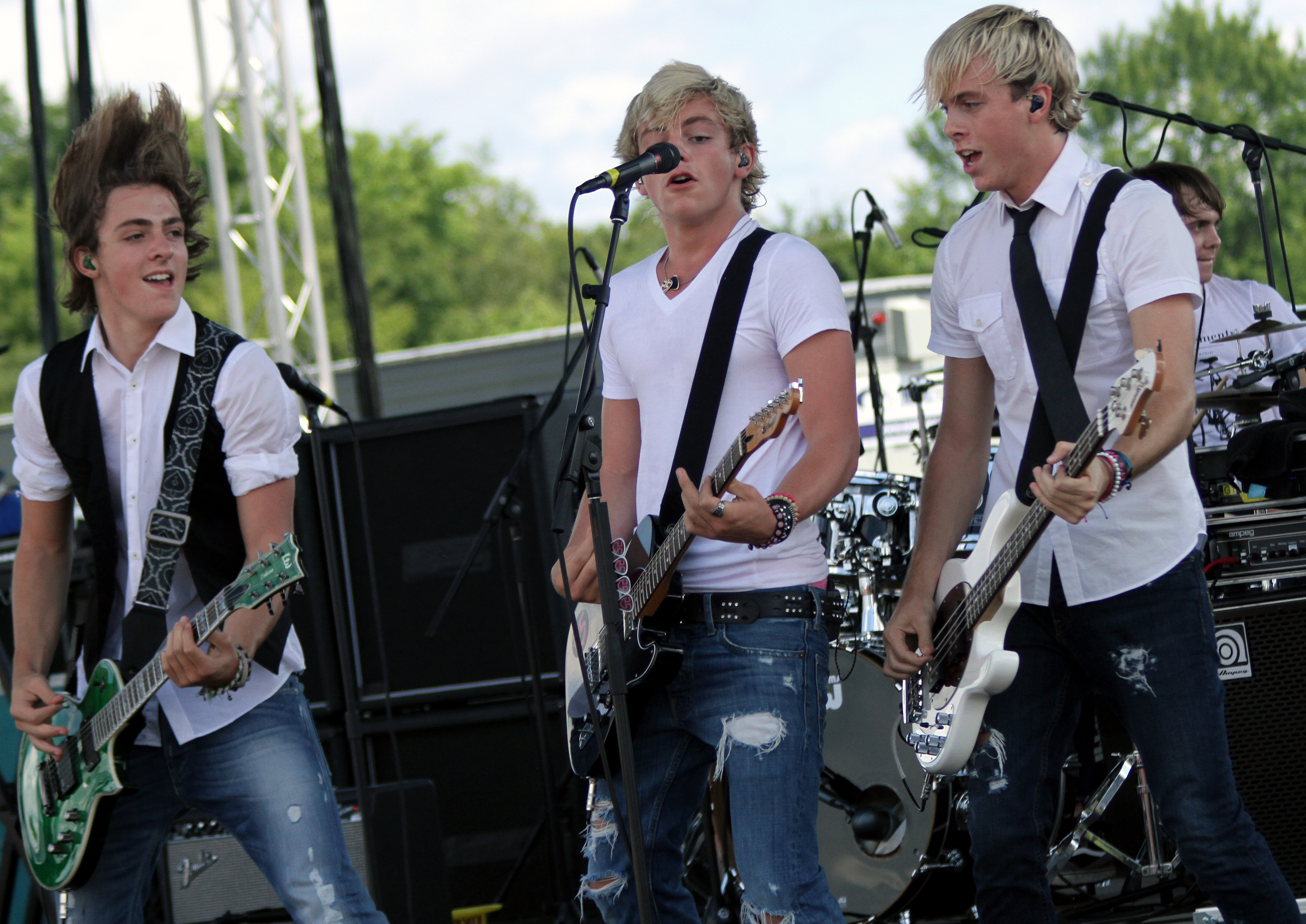
R5 bei einem Liveauftritt 2012

## Geschichte
Rydel, Ross, Riker, Rocky und Ryland sind Geschwister, die fünf machten schon in ihrem frühen Lebenslauf Aufführungen, sie sangen, tanzten und vieles mehr. Im Jahr 2007 zog die Familie von Littleton im US-Bundesstaat Colorado in die Metropole Los Angeles. Dort begegneten sie ihrem Freund und heutigen Schlagzeuger Ellington Ratliff in einer Tanzschule. Gitarrist und Sänger Ross Lynch spielte die Hauptrolle in Disneys Austin & Ally. Außerdem spielte er eine Hauptrolle in dem Film Teen Beach Movie und der Fortsetzung Teen Beach 2. Riker spielte die Nebenrolle "Jeff" in der Serie Glee und zusammen mit Rocky einmalig in der Serie The Wedding Band. Auf Tournee wurde R5 von Ryland Lynch (dem kleinen Bruder der Lynch-Geschwister) als DJ begleitet. Rydel und Ellington waren zeitweise liiert.
Ihre erste EP war Ready Set Rock, die sie 2010 selbst veröffentlichten. In den kommenden Jahren kamen Say You’ll Stay, Keep Away from This Girl, Baby It’s You und vieles mehr heraus. 2012 unterschrieb R5 einen Plattenvertrag bei dem Label Hollywood Records. Noch im gleichen Jahr veröffentlichen sie ihren ersten großen Hit Loud. Im Jahr 2013 wurde bekannt gegeben, dass ihr erstes Album Louder am 24. September 2013 herauskommen soll. Ebenso 2013 veröffentlicht wurde die Loud EP 1 sowie die Loud EP 2 (diese beiden setzen das Album Louder zusammen), die Single Pass Me By (auch in einer Radio Disney Version), Loud als Single-Version und im Dezember die Single (I Can’t) Forget About You. 2014 erschien die EP Heart Made Up on You. Ihr nächstes Album Sometime Last Night erschien 2015. Die Band brachte 2017 ihre vierte EP New Addictions raus und im September desselben Jahres die Single Hurts Good.
Anfang März 2018 gab die Band via Instagram und Twitter bekannt, eine Pause einzulegen, da Rydel, Riker und Ellington sich auf neue Projekte konzentrieren wollten, Rocky und Ross gaben wenige Tage später bekannt, noch im selben Monat neue Musik rauzubringen unter dem Namen The Driver Era.

## Stil
Musikalisch erinnert der Rock-Pop von R5 an vergleichbare Teenie-Bands wie The Vamps.

## Diskografie

### Singles
- 2013: Loud
- 2013: Pass Me By
- 2013: (I Can’t) Forget About You
- 2014: One Last Dance
- 2014: Heart Made Up on You
- 2014: Smile
- 2015: Let’s Not Be Alone Tonight
- 2015: All Night
- 2015: Starting Over
- 2017: If
- 2017: Lay Your Head Down
- 2017: Red Velvet
- 2017: Trading Time
- 2017: Need You Tonight
- 2017: Hurts Good

### EPs
- 2010: Ready Set Rock
- 2013: Loud EP
- 2014: Heart Made Up on You
- 2017: New Addictions

### Alben
- 2013: Louder
- 2015: Sometime Last Night